# 稲荷神社 (草加市稲荷四丁目)
稲荷神社（いなりじんしゃ）は、埼玉県草加市の神社。

## 歴史
創建年代は不明である。ただ江戸時代初期に新田開発が行われており、当社は立野堀新田の上根通の鎮守であったことから、その頃に創建されたものと推測される。なお下根通にも下根稲荷神社が別途祀られている。
明治初期の近代社格制度では、下根稲荷神社の方に「村社」の格式が与えられた。明治末年の神社合祀では、当社に有力な氏子がいたことから、下根稲荷神社に合祀されずに済んでいる。

## 交通アクセス
- 路線バス稲荷桜橋入口停留所より徒歩2分。